# Alphonse Leroy
Pour les articles homonymes, voir Leroy et Alphonse Leroy (homonymie).
Alphonse Leroy, né le 4 juin 1820 à Lille et mort le 26 juin 1902 dans la même ville, est un graveur et photographe français.

## Biographie

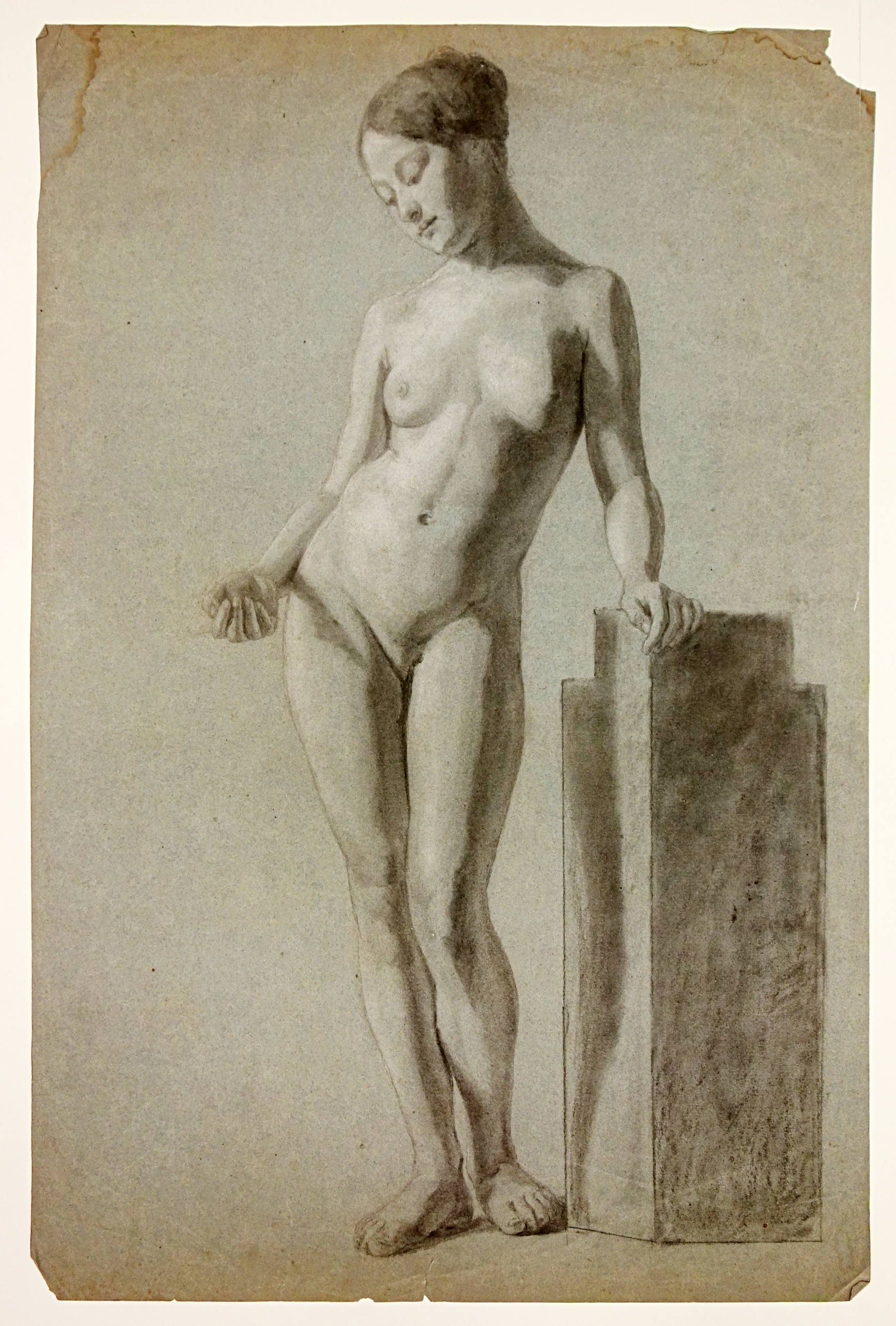
Etude de femme, Palais des beaux-arts de Lille

Alphonse Leroy est né à Lille d’une famille lilloise connue depuis le XVIIe siècle pour son activité dans les industries de l’huile. Ces origines expliquent qu’à ses dons artistiques, il ajoute et adapte toutes les possibilités techniques offertes par le XIXe siècle, tant dans le domaine de la gravure que dans celui de la photographie. C’est à Paris, à partir de 1844, que se déroule sa carrière artistique.  
Formé par le graveur Charles Cousin, possédant un atelier au Louvre, il fut proche de Carolus-Duran, de Camille Corot, de Cabanel, des frères Goncourt, d'Hector Hanoteau, de Paul Gachet, enseignant la gravure à ce dernier. Il fut remarqué et soutenu par Émilien de Nieuwerkerke, surintendant des Beaux-arts, qui sut très vite apprécier ses talents de graveur et devint son ami. Pendant la Commune, il réalisa sept photographies des barricades et de la mort de Monseigneur d'Arboy, d'après des dessins de Félix Philippoteaux. 
En 1872, il intègre la Société des éclectiques avec son ami Gachet. Réunis autour d'Achille Ricourt, Aglaüs Bouvenne, Eva Gonzalès, les graveurs, esthètes, poètes formant cette société avaient pour but de venir en aide aux artistes en difficulté. Une réunion autour d'un déjeuner était organisé chaque mois, souvent immortalisée par une gravure de l'un des membres. 
Alphonse Leroy rentre à Lille en 1888 et devient professeur de gravure aux écoles académiques. On connaît les succès de ses élèves : Georges Buisset, Louis Danel, Arthur Mayeur, Edmond-Jules Pennequin et Émile Théodore, ainsi qu'Omer Désiré Bouchery, qui, quarante ans encore après la disparition de Leroy, donnera un témoignage tendre et émouvant sur son vieux maître. 
Leroy fut l’un des fondateurs de l’Union artistique du Nord et présida la commission du musée Wicar.
Excellent dans toutes les techniques de la gravure, il s’illustra plus particulièrement dans la gravure d’interprétation. Il mourut à Lille en 1902, laissant trois grands recueils d’après les maîtres, de nombreux ouvrages illustrés, un fonds important de dessins et gravures (65 cuivres conservés à la Chalcographie du Louvre, 188 gravures recensées), et de très nombreuses photos d’artistes, dont d’admirables portraits de Corot et Manet.
Si le Palais des beaux-arts de Lille possède un fonds d’atelier considérable de Leroy (dessins, gravures), d’autres musées ne sont pas en reste, en France, aux États-Unis, au Mexique (Biblioteca Panizzi, San Fernando, Santa Fe).
Amis et élèves ont peint son portrait : François Bonvin, Omer Bouchery, Désiré-Auguste Ghesquière (prix Wicar 1883), Hector Hanoteau, Arthur Mayeur.

## Œuvres
- Pierre Paul Prud'hon, d'après Prud'hon, gravure sur papier, 3 x 3 cm, Gray, musée Baron-Martin.